# شاهین جنگلی نواری
شاهین جنگلی نواری (نام علمی: Micrastur ruficollis) نام یک گونه از تیره شاهینان است.